# شیخ شهید
شیخ شهید ممکن است به کسی که هم شیخ باشد و هم کشته (در فرهنگ دینی: شهید) شده باشد، گویند. در فرهنگ ایرانی به روحانی‌ای که سید نباشد، شیخ می‌گویند. اگر چنین کسی در راه مقدس و دینی کشته شده باشد، شهید هم است. برخی از چنین کسانی، معروف به «شیخ شهید» هستند.
به طور تاریخی، به شیخ شهاب‌الدین سهروردی، معروف به شیخ اشراق (۵۴۹ - ۵۸۷ ق) لقب شیخ شهید دادند.
پس از مشروطه شیخ فضل الله نوری (۱۲۸۸-۱۲۲۲) که از مدعیان مشروطه مشروعه بود به این لقب مشهور شد.پس از انقلاب اسلامی نیز، مرتضی مطهری (۱۲۹۸ - ۱۳۵۸) «شیخ شهید» و «معلم شهید» نامیده شد.